# Shaden Abu-Hijleh
 (janvier 2024).
Shaden Abu-Hijleh (15 février 1941-11 octobre 2002) est une militante pour la paix et une philanthrope palestinienne. Elle est une membre active pour diverses causes relatives à la sauvegarde de la maternité et de l'enfance, au folklore et l'art palestinien, la lutte contre le tabagisme et les drogues dangereuses, les femmes palestiniennes et la distribution de nourriture aux nécessiteux. Elle est tuée à son domicile à Naplouse par des soldats de Tsahal qui tirent délibérément sur sa maison,,